# Comtat de Rapla
El comtat de Rapla  (estonià  Raplamaa) és un dels comtats en què es divideix Estònia. La capital n'és Rapla.

## Govern Comtat
El govern del comtat (estonià: Maakonnavalitsus) és dirigit per un governador (estonià: maavanem), qui és nomenat pel govern d'Estònia per un termini de cinc anys. Segons cens de 2021 compta amb una població de 33.529 habitants distribuïts en una superfície de 2,764 km2.

## Municipis
El comtat se sotsdivideix en municipalitats. Hi ha 10 municipis rurals (estonià: vallad - comunes) al comtat.

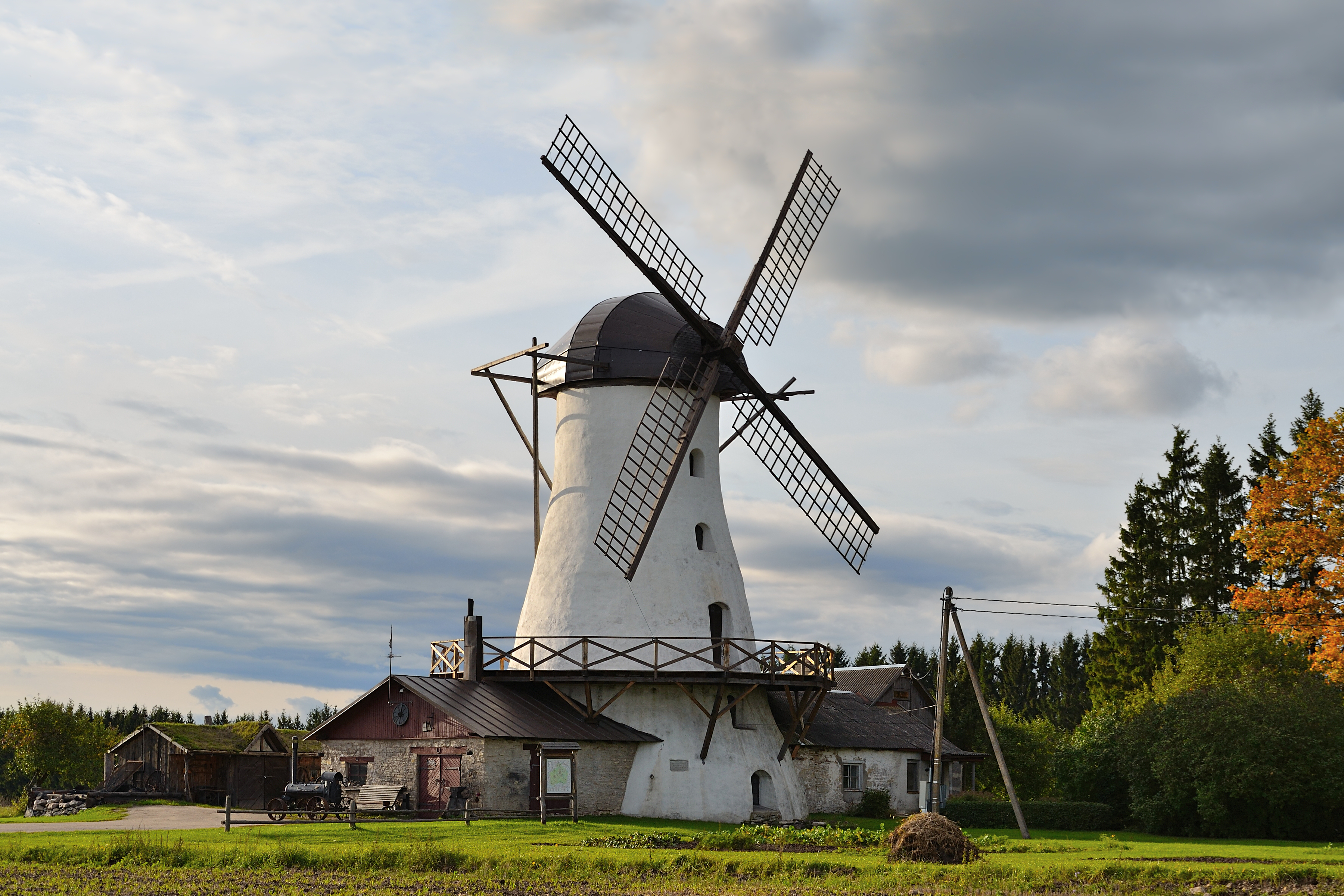
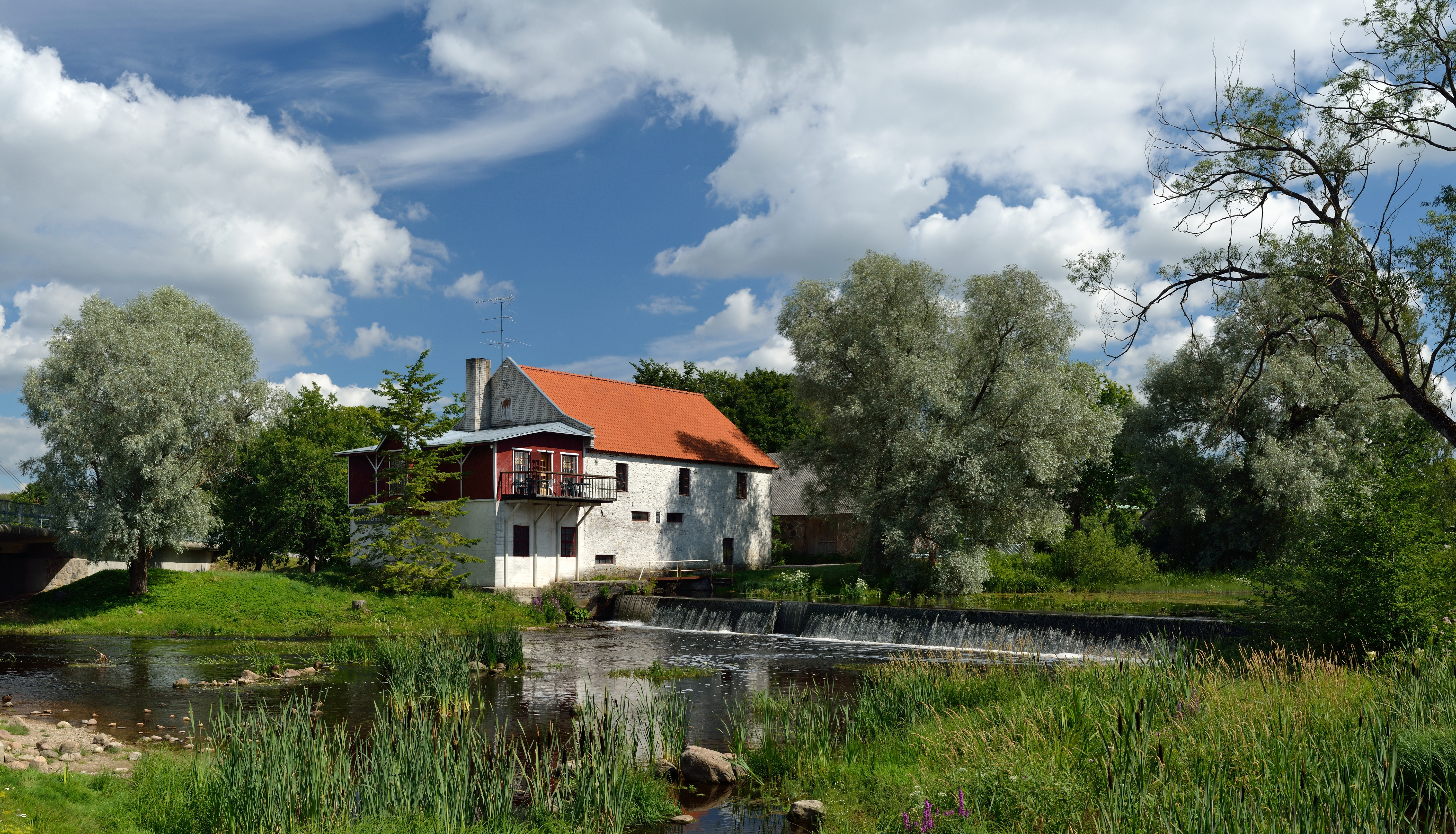
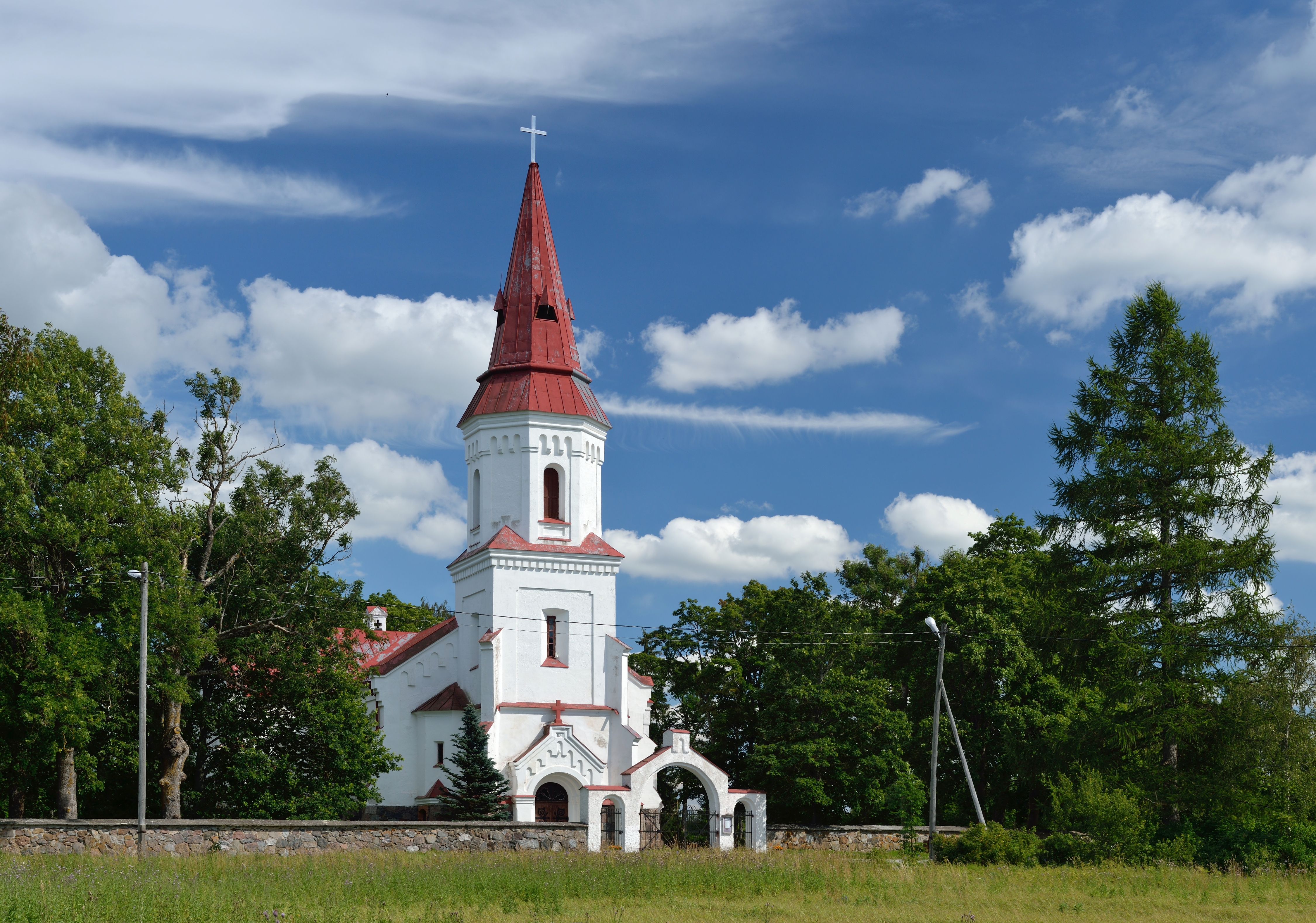
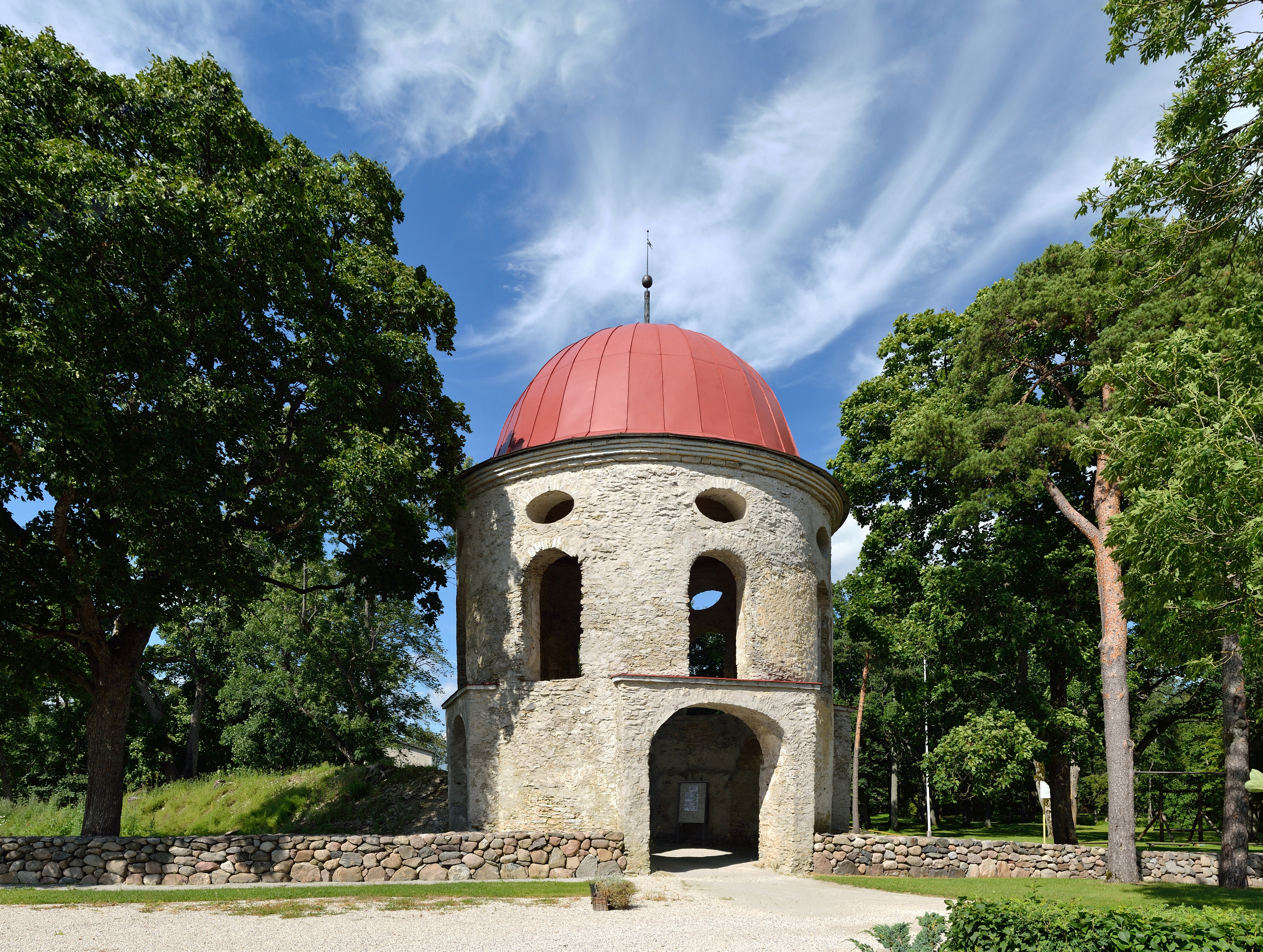
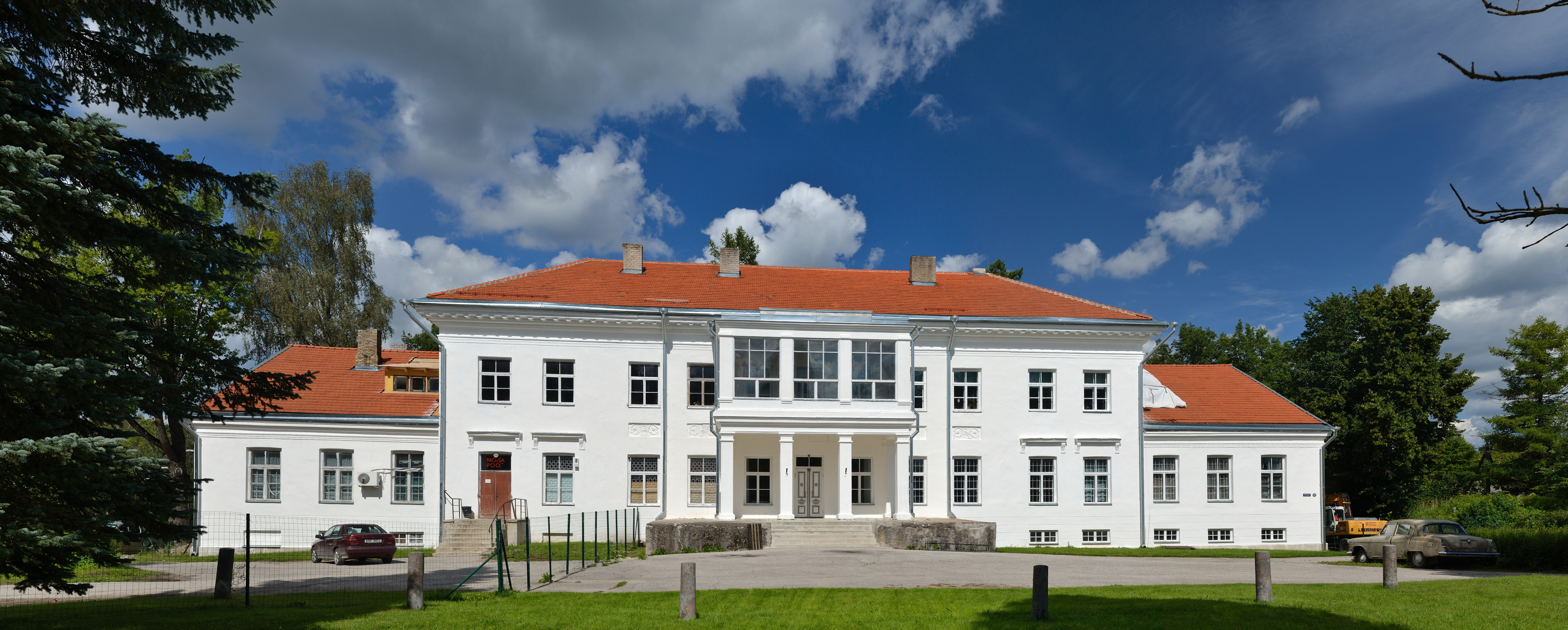
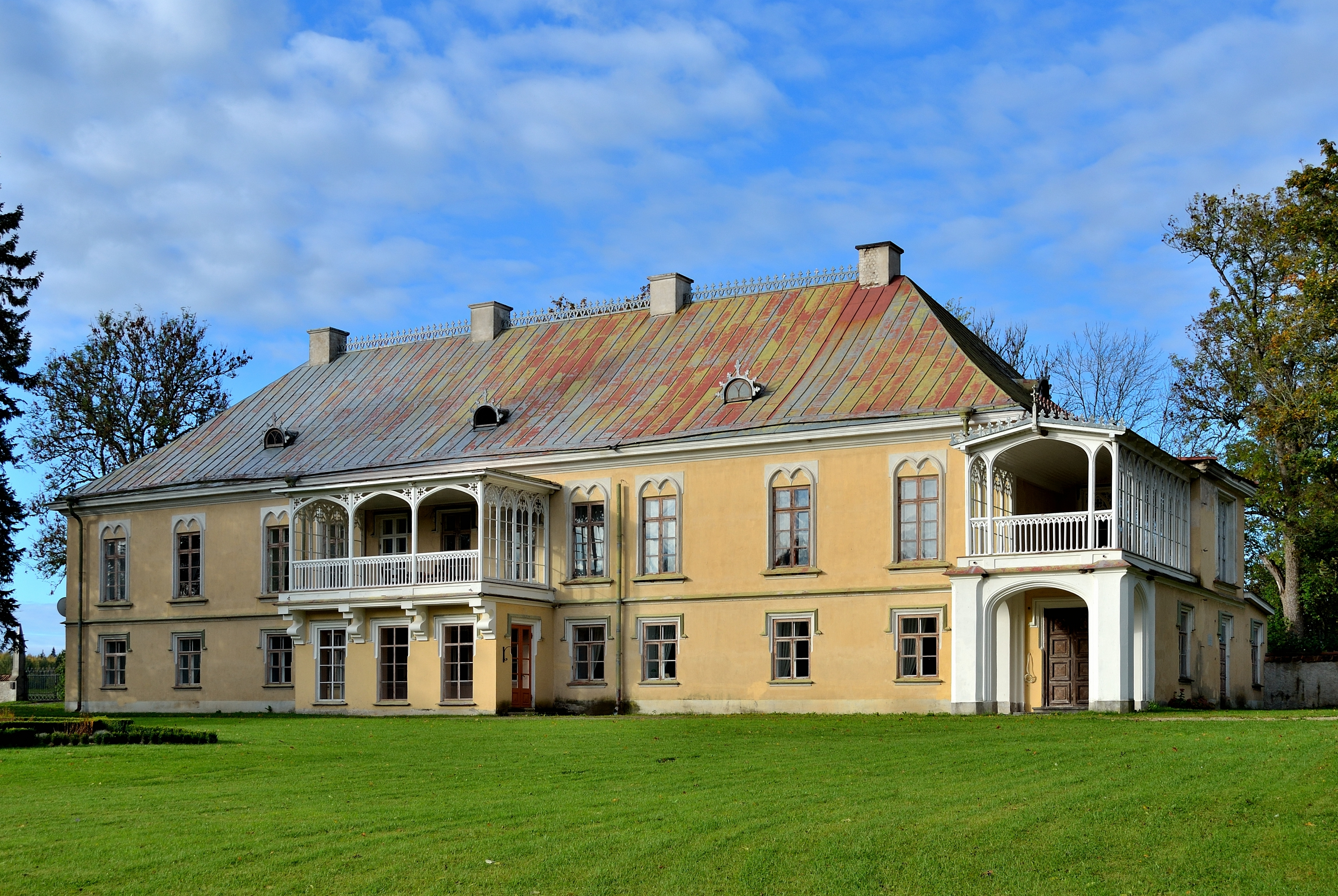

- Juuru
- Järvakandi
- Kaiu
- Kethna
- Kohila
- Käru
- Märjamaa
- Raikküla
- Rapla
- Vigala